# Galaktische Gezeiten
Galaktische Gezeiten sind Gezeitenkräfte, die auf Objekte im Gravitationsfeld einer Galaxie wirken. Dazu gehören beispielsweise Interaktionen zwischen Galaxien oder der Einfluss der Milchstraße auf die Oortsche Wolke des Sonnensystems.

## Entstehung
Galaktische Gezeiten haben die gleiche Ursache wie die Gezeiten auf der Erde, sind aber durch viel größere Abstände und Zeiten gekennzeichnet. Galaxien können durch Gezeitenkräfte gedehnt, abgeflacht bzw. ganz oder teilweise auseinandergerissen sowie in ihrem Orbit gestört werden. Schnell rotierende Galaxien werden dadurch besonders stark verformt.

## Auswirkungen

### Kollision von Galaxien
Die signifikante Wirkung von galaktischen Gezeitenkräften beschränkt sich auf die unmittelbare Umgebung von Galaxien. Wenn allerdings zwei große Galaxien zusammentreffen, können durch Gezeitenkräfte extreme Interaktionen zwischen Galaxien entstehen. Verschmelzungen von Galaxien dauern mehrere hundert Millionen Jahre, die Beruhigungsprozesse noch wesentlich länger.

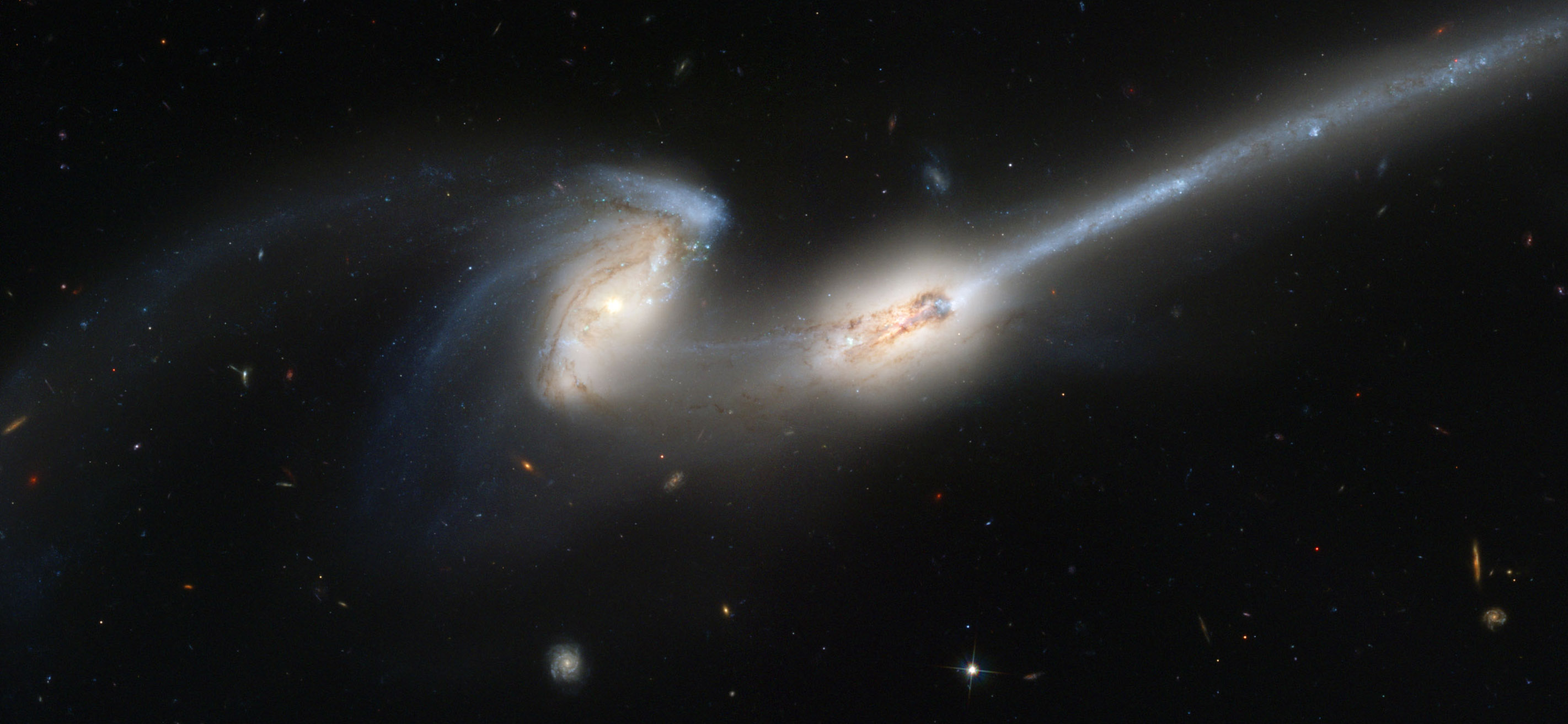
Kollision von Galaxien: NGC 4676 (manchmal the Mice dt. die Mäuse genannt)

### Interaktion mit Satelliten-Galaxien
Da sich Satelliten-Galaxien in unmittelbarer Nachbarschaft einer großen Galaxie befinden, sind sie in der Regel besonders stark von galaktischen Gezeitenkräften betroffen.
Beispielsweise wird angenommen, dass M32, eine Satelliten-Galaxie des Andromedanebels, ihre Spiralarme aufgrund galaktischer Gezeitenwirkung verloren habe. Gleichzeitig sei die Sternentstehung in dieser Galaxie dadurch intensiviert worden.

### Interaktionen innerhalb von Galaxien
Galaktische Gezeiten wirken auch innerhalb einer Galaxie. Signifikant ist diese Wirkung allerdings in der Regel nur in den äußeren Regionen eines Planetensystems, weil dort die Gravitation des Zentralsterns schwächer ist. Im Sonnensystem haben die galaktischen Gezeiten einen Einfluss auf die Oortsche Wolke. Es wird angenommen, dass dadurch Objekte der Oortschen Wolke aus ihrer Bahn geschleudert werden und als Kometen in das innere Sonnensystem gelangen.

#### Galactic Outflow
Neue Forschungsergebnisse zeigen, dass massive galaktische molekulare Outflows die physikalischen Bedingungen wie hohe Gasdichten haben können, um Sterne zu bilden. Dieser Sternbildungsmodus ist bemerkenswert, da er zur morphologischen Evolution von Galaxien beitragen könnte.